# Боровков Олександр Сергійович
Олександр Сергійович Боровков (28 січня 1982, м. Москва, СРСР) — білоруський хокеїст, нападник. Майстер спорту. 
Вихованець хокейної школи ЦСКА (Москва), перший тренер — Юрій Чабаран. Виступав за ЦСКА (Москва), ХК «Липецьк», «Хімволокно» (Могильов), «Юність» (Мінськ), «Сибір» (Новосибірськ), «Динамо» (Мінськ), «Донбас» (Донецьк), «Юність» (Мінськ).
У складі національної збірної Білорусі провів 29 матчів (1+11); учасник чемпіонату світу 2007 (6 матчів, 0+0).
Досягнення
- Чемпіон Білорусі (2010, 2011)
- Володар Кубка Білорусі (2009, 2010)
- Володар Континентального кубка (2011).